# Bredeney
Bredeney ist ein südlicher Stadtteil der Stadt Essen. Die angrenzenden Stadtteile sind im Süden Fischlaken und Werden, im Westen Schuir und Haarzopf, im Norden Margarethenhöhe, Rüttenscheid und Stadtwald sowie im Osten Heisingen.

## Geschichte

Wappen von Bredeney

Siehe auch: Liste der Baudenkmäler in Bredeney
Die erste Erwähnung Bredeneys (= breite Au) findet sich anlässlich der Einweihung einer Kirche in Werden am 10. November 875. Im Jahre 1036 ließ Abt Gerold eine Kapelle in Bredeney zu Ehren der Allerheiligsten Dreifaltigkeit errichten. Adolf von der Mark erbaute 1226 das Haus Baldeney, heute bekannt als Schloss Baldeney (Lehnsgut der Abtei Werden).
Das alte Rathaus des Architekten Oskar Kunhenn aus dem Jahre 1902 war bis zur Eingemeindung zur Stadt Essen am 1. April 1915 Sitz der Bürgermeisterei der Gemeinde Zweihonnschaften, bestehend aus den Ortschaften Bredeney und Schuir, die seit 3. April 1875 bestand und am 1. September 1902 zur Bürgermeisterei erhoben wurde. 1910 kam die Gemeinde Haarzopf zur Bürgermeisterei hinzu. Nach 1915 diente das Gebäude des Rathauses noch viele Jahre als Dienststelle der Stadt Essen. Bis in die Mitte der 1960er Jahre waren hier standesamtliche Hochzeiten möglich. Seit 1982 ist in dem Gebäude eine Schule für Ergotherapie des Landschaftsverbandes Rheinland (LVR)  untergebracht. Am 14. Februar 1985 wurde das Haus mit der im Stil der Neorenaissance gestalteten Außen- und Innenarchitektur in die Denkmalliste der Stadt Essen eingetragen. Der Rat der Stadt Essen beschloss im Februar 2019 den Verkauf des Rathauses an einen Bredeneyer Unternehmer, der es unter Berücksichtigung des Denkmalschutzes sanieren und als Bürogebäude nutzen möchte. Der alte Ratssaal bleibt für die Öffentlichkeit zugänglich. Die darin befindliche Schule für Ergotherapie wird 2020 ausziehen.
Die beiden Bürgermeister waren vom 21. April 1903 bis 1910 Georg Gustav Eduard Vorberg und vom 23. Juni 1910 bis zum 1. April 1915 Walter Heinrich Maria Sachsse. Unterbredeney wurde 1915 zur Stadt Werden eingemeindet.
Ab 1895 wurde die Siedlung Brandenbusch in unmittelbarer Nähe zur Villa Hügel von Friedrich Alfred Krupp nach den Plänen von Samuel Marx errichtet. Bis zu 600 Diener und Angestellte der Familie Krupp wohnten hier. Diese Siedlung wurde, ähnlich den Siedlungen Altenhof I und II, in Cottage-Bauweise errichtet, wobei einzelne Sichtfachwerkhäuser heute unter Denkmalschutz stehen. Die evangelische Kirche der Siedlung wurde 1906 von Karl Nordmann mit Bruchsteinsockel und Holztonnengewölbe errichtet. 1914 waren die letzten Bautätigkeiten in der Siedlung Brandenbusch beendet.
Trotz Gründung kleinerer Zechen, wie Zeche Flöte, Zeche Trotz, Grunewald und Prinz Georg, und drei großen Ziegeleien wurde Bredeney ein bevorzugtes Wohnviertel mit einer Reihe von Bürgerhäusern.

### Wappen
Blasonierung: „In Grün ein silberner (weißer) Balken belegt mit einem schwarzen Wechselzinnenbalken.“
Das Wappen wurde von Kurt Schweder entworfen und hatte nie offiziellen Charakter. Ende der 1980er Jahre schuf der Heraldiker für alle Essener Stadtteile Wappen. Sie sind inzwischen von der Essener Bevölkerung gut angenommen worden.
Die grüne Schildfläche steht für „Aue“, abgeleitet von „Bredenoye“, „Bredanaia“ oder „Bredonoia“. Der Wechselzinnenbalken stammt aus dem Wappen der Herren von Bottlenberg.

## Bevölkerung
Am 31. März 2025 lebten 10.966 Einwohner in Bredeney.
Strukturdaten der Bevölkerung in Bredeney (Stand: 31. März 2025):
- Bevölkerungsanteil der unter 18-Jährigen: 15,3 % (Essener Durchschnitt: 16,9 %)[6]
- Bevölkerungsanteil der mindestens 65-Jährigen: 26,5 % (Essener Durchschnitt: 21,7 %)[7]
- Ausländeranteil: 9,7 % (Essener Durchschnitt: 20,6 %)[8]

## Politik
Von 1946 bis 1975 vertrat der Großhandelskaufmann Hans Toussaint (CDU) den Kommunalwahlbezirk 40, den Bredeney zusammen mit Essen-Fischlaken und Essen-Schuir bildet, im Rat der Stadt Essen. Toussaint amtierte von 1949 bis 1956 als Oberbürgermeister der Stadt Essen. Von 1975 bis 1999 gewann der Rechtsanwalt und Notar Wolfgang Reiniger (CDU) diesen Wahlbezirk. Reiniger wurde 1999 zum Oberbürgermeister der Stadt Essen gewählt und 2004 wiedergewählt. Bei den Kommunalwahlen 2004 und 2009 wurde der Rechtsanwalt Matthias Hauer (CDU) im Kommunalwahlbezirk 40 in den Rat der Stadt Essen gewählt; dabei wurde jeweils das stadtweit höchste CDU-Ergebnis erzielt. Weiterhin wurde Andreas Hellmann (FDP) über den Platz 4 der Ratsreserveliste für Bredeney in den Rat der Stadt Essen gewählt. Für Bündnis 90/Die Grünen vertritt Elisabeth van Heesch-Orgass Bredeney im Rat der Stadt Essen.
|      | CDU    | SPD    | Grüne  | FDP    | Die Linke | sonst. |
| 2021 | 36,2 % | 17,5 % | 18,3 % | 18,9 % | 1,7 %     | 7,4 %  |
| 2017 | 39,4 % | 14,1 % | 8,1 %  | 25,3 % | 4,5 %     | 8,6 %  |
| 2013 | 49,9 % | 19,8 % | 7,4 %  | 12,9 % | 3,5 %     | 6,5 %  |
| 2009 | 42,6 % | 16,9 % | 9,7 %  | 24,1 % | 4,3 %     | 2,4 %  |

## Infrastruktur
Das Verkehrsaufkommen ist zum Teil hoch, da die Bundesstraße 224 durch den Stadtteil Bredeney führt und direkter Anschluss an die A 52 besteht. Trotzdem liegen hier auch Essens ruhige Wohngegenden.
Die erste Straßenbahn fuhr schon 1897 durch Bredeney. Der ÖPNV versorgt heute den Stadtteil mit den Straßenbahnlinien 107 und 108. Zusätzlich verkehren die Buslinien 142, 169 und 194 sowie die Nachtexpress-Buslinien NE8, NE9 und NE13 der Ruhrbahn.
| Linie | Verlauf | Takt (Mo–Fr)                                                                      | Betreiber            |
| ----- | --- | --------------------------------------------------------------------------------- | -------------------- |
| 107   | Kulturlinie 107: Abzw. Katernberg – Zollverein – Stoppenberg – U Viehofer Platz – U Rathaus Essen – U Essen Hbf – U Philharmonie – U Rüttenscheider Stern – Rüttenscheid U Martinstraße – U Florastraße – Bredeney                                                              | 10 min (nur zur HVZ)                                                              | Ruhrbahn / Bogestra  |
| 108   | Altenessen Bf – Höltestraße – Seumannstraße – Katzenbruchstraße – Am Freistein – U Viehofer Platz – U Rathaus Essen – U Essen Hbf – U Philharmonie – U Rüttenscheider Stern – Rüttenscheid U Martinstraße – U Florastraße – Alfredusbad – Kruppallee – Frankenstraße – Bredeney | 10 min                                                                            | Ruhrbahn             |
| 142   | Annental, Betriebshof Ruhrallee – Rellinghausen – Stadtwaldplatz – Rüttenscheid Martinstraße – Alfredbrücke – Messe Essen/Gruga – Messe West/Süd/Gruga – Bredeney Friedhof – Schuir Abzweig Flughafen – Schwimmbad Kettwig – Kettwiger Markt – Kettwig                          | 20 min 10 min (HVZ)                                                               | Ruhrbahn             |
| 169   | Essen-Margarethenhöhe – Friedhof Bredeney – Bredeney – Werden – Werdener Markt – Heidhausen – Essen, Grenze Heidhausen – Velbert-Losenburg Kettwiger Str. – Velbert Unterstadt – Velbert ZOB                                                                                    | 20 min (M’höhe–Bredeney) 10 min (Bredeney–Heidhausen) 20 min (Heidhausen–Velbert) | Ruhrbahn / Rheinbahn |
| 194   | Gelsenkirchen Hbf – Gelsenkirchen-Rotthausen – Zeche Bonifacius – Kray Nord Bf – Kray Mitte – Kray Süd Bf – Steele – Essen-Rellinghausen – Stadtwaldplatz – Bredeney – Essen-Haarzopf Erbach                                                                                    | 20 min                                                                            | Ruhrbahn / Bogestra  |
| NE8   | Essen Hbf – Philharmonie – Rüttenscheider Stern – Rüttenscheid Martinstraße – Florastraße – Bredeney – Werden – Werdener Markt – Essen-Heidhausen – Velbert-Losenburg Klinikum Niederberg – Birth – Am Berg – Velbert ZOB                                                       | 60 min                                                                            | Ruhrbahn / Rheinbahn |
| NE9   | Essen Hbf – Holsterhauser Platz – Margarethenhöhe – Hatzper Straße | 60 min                                                                            | Ruhrbahn             |
| NE13  | Essen Hbf – Philharmonie – Rüttenscheider Stern – Rüttenscheid Martinstraße – Alfredbrücke – Messe Essen/Gruga – Messe West/Süd/Gruga – Sommerburgstr. – Schuir – Schwimmbad Kettwig – Gewerbegebiet Kettwig – (Kettwiger Markt →) Kettwig                                      | 60 min                                                                            | Ruhrbahn             |

Sehenswert sind die Villa Hügel als ehemaliger Sitz der Industriellenfamilie Krupp, sowie der Familienfriedhof Krupp und der Baldeneysee. Im südlich gelegenen Heissiwald befindet sich das Wildgatter Heissiwald.
In Essen-Bredeney gibt es zwei evangelische, einen katholischen und einen deutsch-französischen Kindergarten. Dazu gibt es die Graf-Spee-Grundschule und die Meisenburg-Grundschule. Als weiterführende Schulen stehen das Gymnasium Grashof (ehemals Lyzeum Bredeney, erbaut 1929–1930 durch Alfred Fischer) und das Gymnasium Goetheschule (erbaut 1913) zur Verfügung.

## Geographie

### Geographische Lage
Bredeney liegt im südlichen Ruhrgebiet an den Ruhrhöhen. Naturräumlich liegt Bredeney am Übergang des Westenhellwegs zum Ruhrtal als Teil des Bergisch-Sauerländischen Unterlands. Der Stadtteil hat im Osten Anteil am Stadtwald, einer ausgedehnten Waldfläche auf den Ruhrhöhen an der Grenze zum gleichnamigen Essener Stadtteil. Westlich, oberhalb der Ruhr, wird der Stadtwald durch den Kruppwald fortgesetzt.

### Gewässer
Im Süden bilden die Ruhr und der Baldeneysee die natürliche Grenze des Stadtteils zu Werden und Fischlaken. In Bredeney entspringt an der Nordflanke der Ruhrhöhen der Borbecker Mühlenbach. Dessen Quelle liegt im Westteil Bredeneys in mehreren Siepen. Der Borbecker Mühlenbach fließt in nördlicher Richtung der Emscher zu. Er durchfließt den Grugapark und speist dort Margarethensee und Waldsee. Ebenfalls im westlichen Bredeney, auf der Südseite der Ruhrhöhen, entspringt der Wolfsbach. Er fließt in südlicher Richtung und mündet kurz hinter der Stadtteilgrenze zu Werden in die Ruhr. Zuvor nimmt er noch das Wasser des Asseybachs auf, dessen Lauf zuvor die Stadtteilgrenze zu Schuir bildet. Die Stadtteilgrenze setzt sich entlang des Wolfsbachs fort.

## Bilder

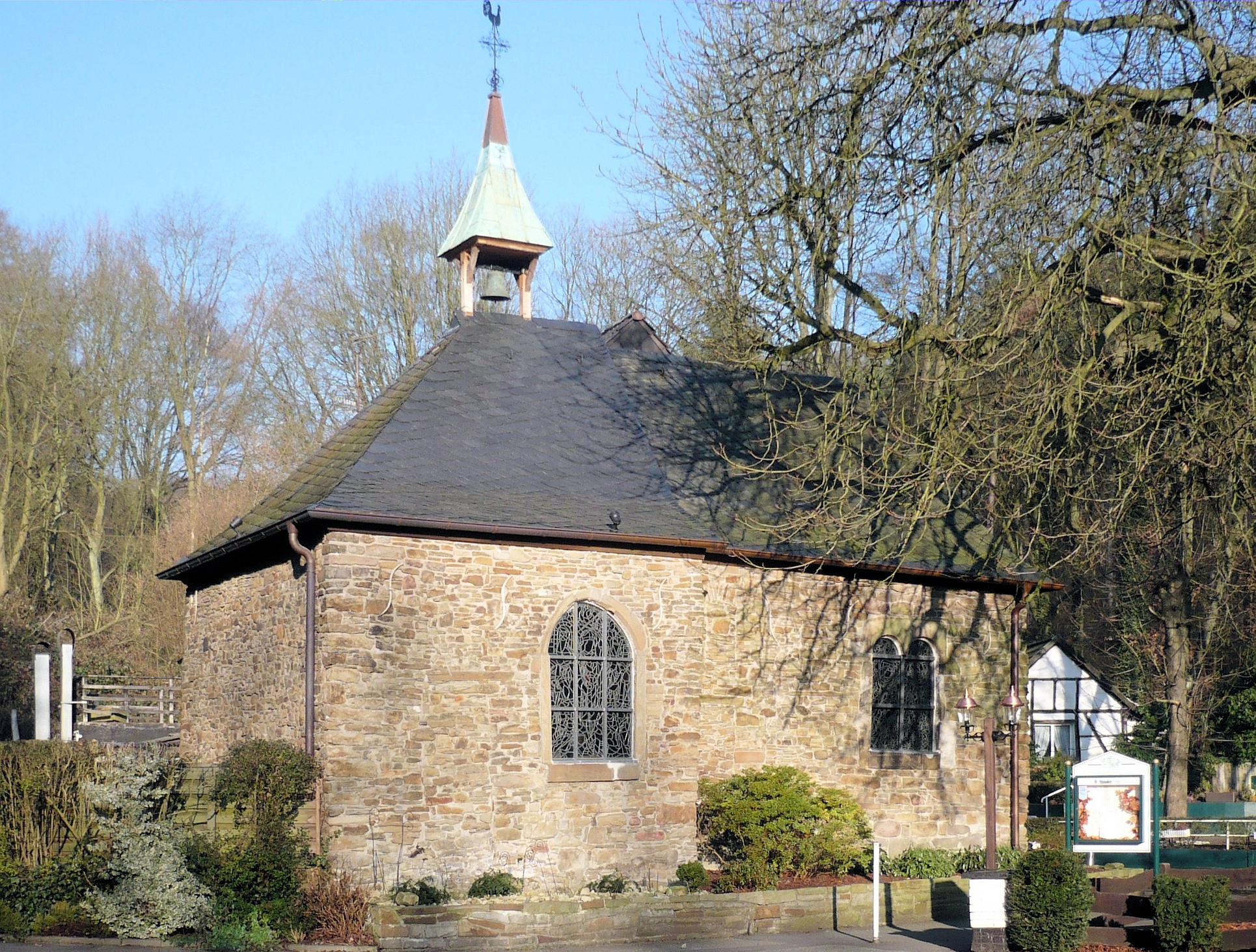
Klusenkapelle St. Ägidius
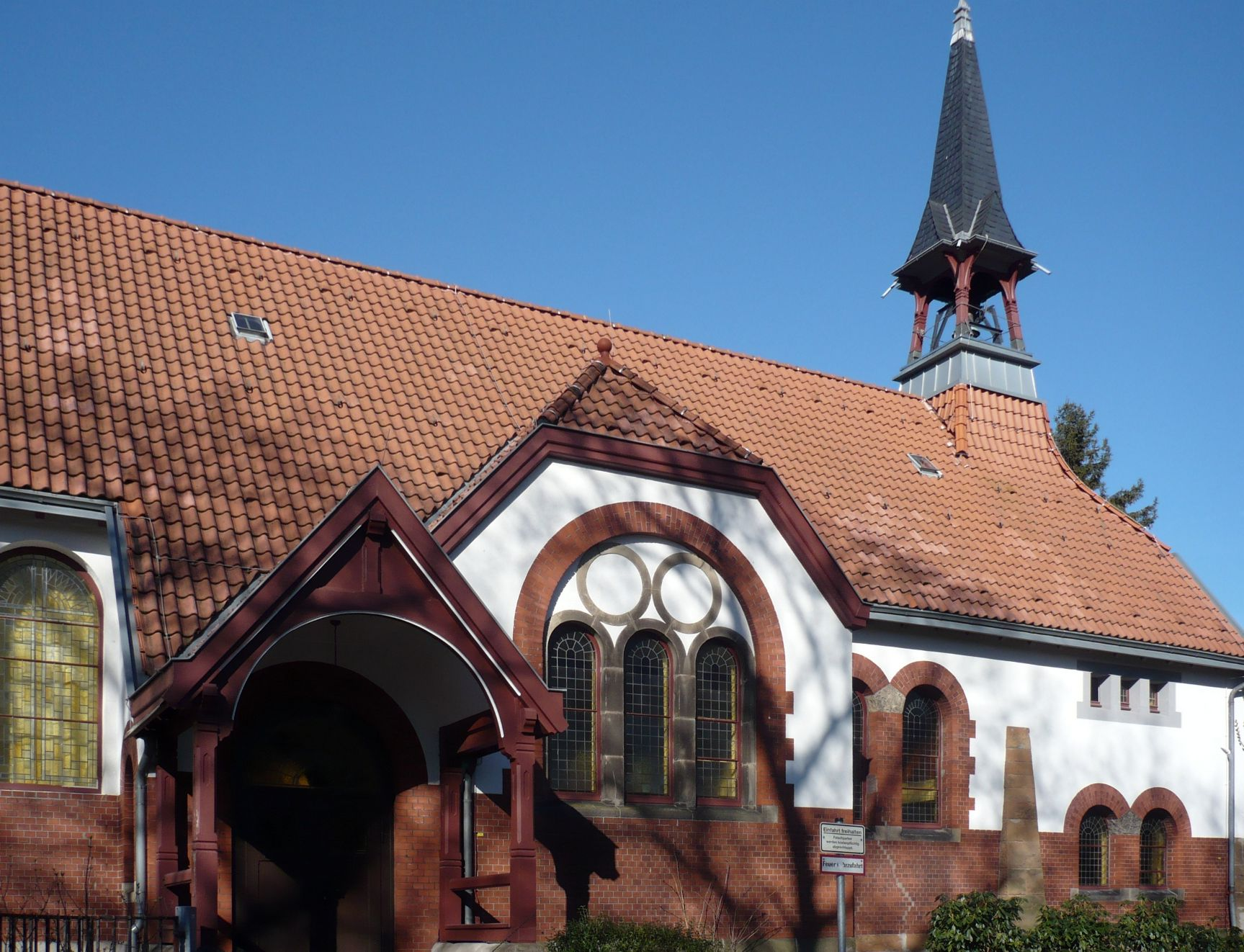
Ev. Kirche in der Siedlung Brandenbusch
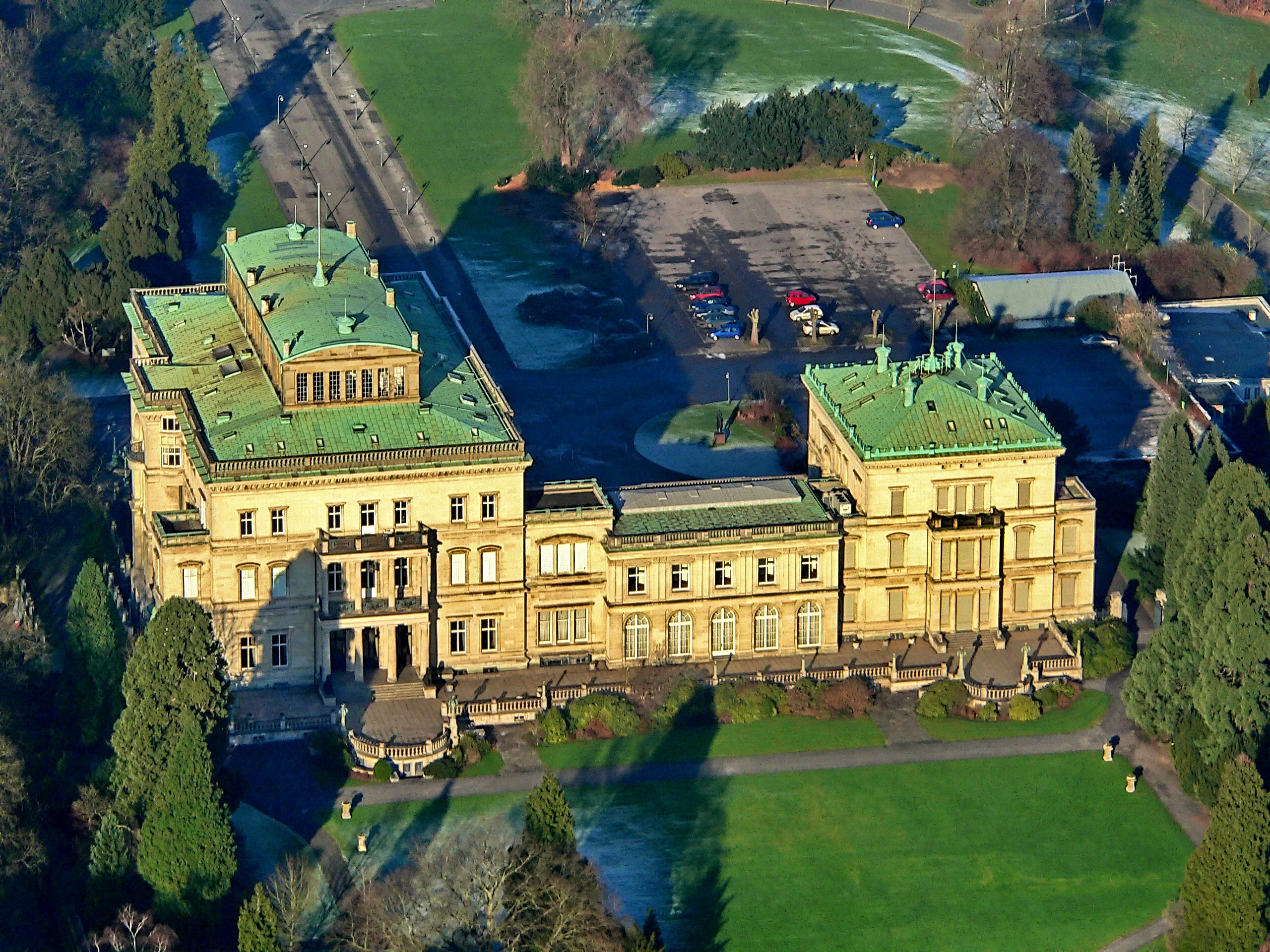
Villa Hügel
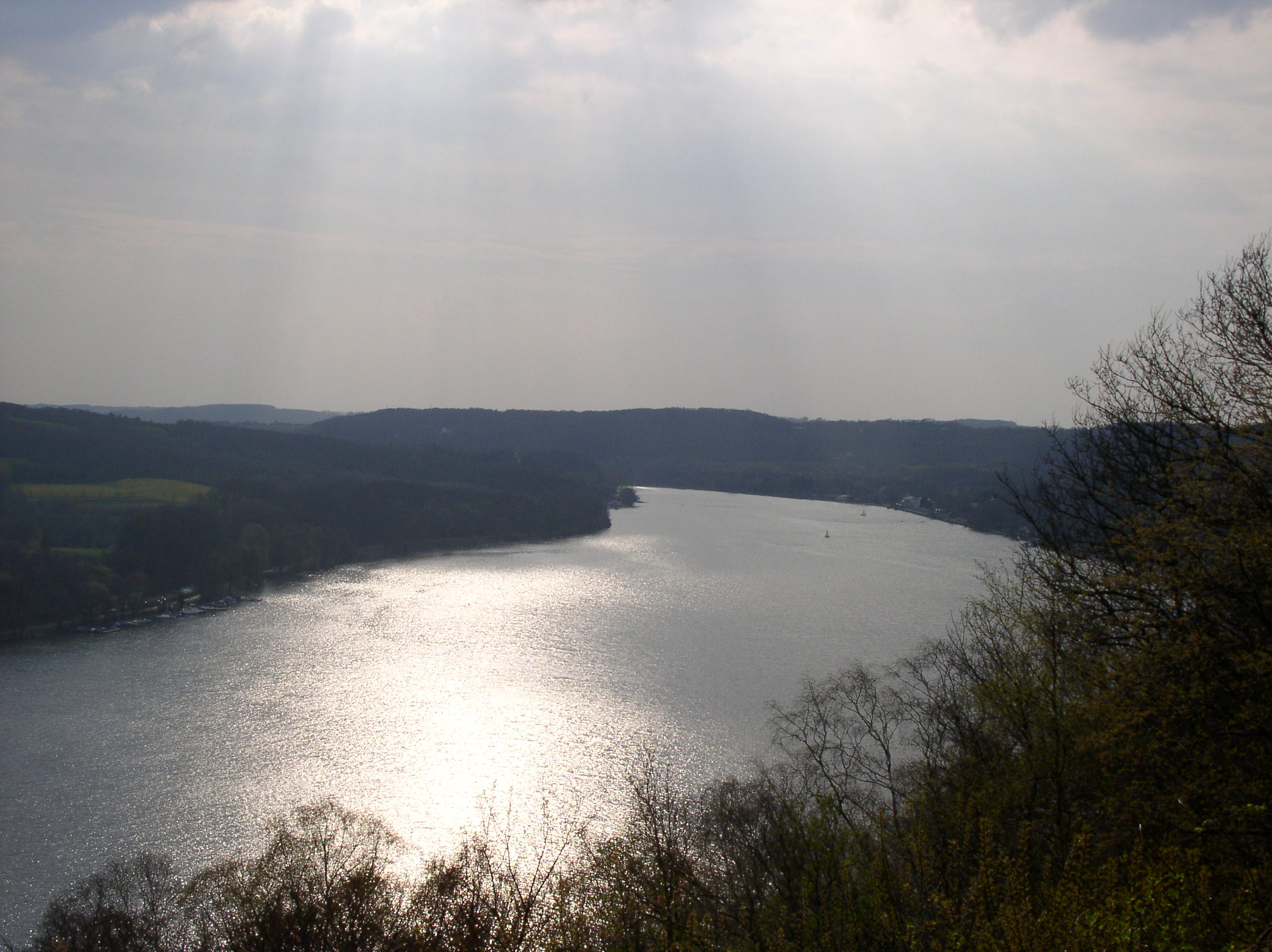
Baldeneysee

## Söhne und Töchter von Bredeney
- Alexander Heinrich von dem Bottlenberg gen. von Schirp (jr.) (1814–1887), Kommunalpolitiker
- Leo Wiese (1871–1929), Romanist und Mediävist
- Ewald Erb (1903–1978), Literaturwissenschaftler
- Birgitta Ashoff (* 1948), Filmregisseurin, Drehbuchautorin und Journalistin

## Persönlichkeiten
- Hermann Karoli (1906–1996), Wirtschaftsprüfer und Wirtschaftsfunktionär, lebte in Bredeney.